# 諾維奇哈區

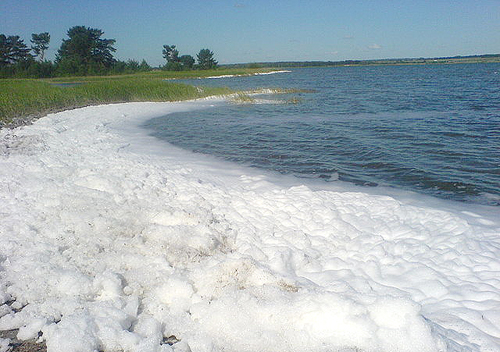

52°13′N 81°24′E / 52.217°N 81.400°E
諾維奇哈區（俄语：Новичихинский район），是俄羅斯的一個區，位於該國南部，由阿爾泰邊疆區負責管轄，面積3,100平方公里，2010年人口9,938，人口密度每平方公里3.21人。